# Trathala washingtoni
Trathala washingtoni är en stekelart som beskrevs av Dasch 1979. Trathala washingtoni ingår i släktet Trathala och familjen brokparasitsteklar. Inga underarter finns listade i Catalogue of Life.